# Csutka István (színművész)
Csutka István (Budapest, 1966. szeptember 18. –) magyar színművész, táncművész, kommunikációs- és marketingszakember, motivációs előadó, tréner, utazó blogger.

## Pályafutása
Az általános iskolát zene és néptánc tagozaton végezte az Alsóerdősor utcai ének-zene és néptánc tagozatos általános iskolában. 
Tanulmányait 1980-ban, a Budaörsi Gimnáziumban (ma Illyés Gyula Gimnázium) folytatta. Gimnáziumi tanulmányai alatt a Fáklya Nemzetiségi Táncegyüttesben táncolt, ahol Kricskovics Antal volt mestere.1983-ban indult a Ki-mit-tud?-on és ennek köszönhetően felvételt nyert a Tímár Sándor vezette Magyar Állami Népi Együttes csapatába, majd a Kricskovics Antal és Simon Antal vezetése alatt álló Budapest Táncegyüttes hívására átszerződött az akkori fénykorát élő együttesbe. Gimnáziumi tanulmányait magántanulóként fejezte be. Ezzel párhuzamosan az Artistaképző Intézet Akrobatikus Revütáncképző szakán kezdte meg tanulmányait Jeszenszky Endre osztályában. 
1986–89 között a Színház- és Filmművészeti Főiskola operett-musical szakának hallgatója. Diploma után a debreceni Csokonai Színházhoz szerződött, 1993 júliusáig játszott a társulatnál, majd vendégművészként 1998-ig. 1993-ban a Madách Színházhoz szerződött, melynek azóta is tagja. 1997 májusában ott mutathatta be első önálló estjét „Swingin’ in the Rain”, majd 2000-ben a másodikat, „Víg, bölcs, de nőtlen” címmel. 1989-től állandó résztvevője volt az Interoperett Kft. műsorainak. 1994-től vendégművészként, a Nemzeti Színház társulatában játszott. 2001-2006-ig a Debreceni Csokonai Színház igazgatója volt.
A világ 14 országában lépett fel, az USA-tól, Izraelen át, Oroszországig, többek között olyan neves színpadokon, mint a kairói Operaház, az amszterdami Caree Színház, vagy a párizsi Bobino színpada. 40 darabban játszott, 11 filmben szerepelt, a számos interjút nem számítva 79 Tv-felvételen vett részt, 7 lemezen működött közre, 11 darabot koreografált és 12 előadást rendezett.
Alapító tagja volt az 1996-ban megalakult Magyar Swing Táncszövetségnek.
A Budapester Klezmer Band tánckarát – melynek koreográfusa is volt – 1997-ben hozta létre.
2000-ben, kanadai nyelvtanulmányait követően, államilag elismert és nemzetközi középfokú írás és szóbeli vizsgát tett angol nyelvből.
A 2000–2001-es tanévben a Színház- és Filmművészeti Egyetem színházi főtanszakán tanított zenés mesterséget a külföldi diákok osztályának Kerényi Imre osztályvezető tanár tanársegédjeként.
2001. április 19-től, a debreceni Csokonai Színház igazgatójává nevezték ki, amelynek 2006. január 2-ig volt vezetője.
2004 szeptemberében Párizsban – hazánkból egyedüliként –, a Professzionális Operaigazgatók Nemzetközi Kamarája tagjának választották.
2006 áprilisától 2008 februárjáig dolgozott az Echo Tv, Art d’Echo kulturális szerkesztőségében. Júniustól a műsorvezetések mellett, a kulturális szerkesztőség főszerkesztője is volt. A következő műsorokat vezette: Art d’Echo, Szentély, Ingerküszöb, Kunszt, Körhinta, Nézőtér, Csillagkép, Kasszasiker, Ellenfényben.

## Tanulmányai
- 1972–1980 Alsóerdősor utcai általános iskola: ének-zene-néptánc tagozat
- 1980–1984 Illyés Gyula Gimnázium: testnevelés tagozat
- 1984–1986 Artista Képző Intézet: akrobatikus revütánc képző szak
- 1986–1990 Színház- és Filmművészeti Egyetem: operett-musical szak
- 1993–1994 Svájci-Magyar Turisztikai Intézet: humán-kibernetikus manager szak
- 1999 Kanada-Toronto: Bathurst High School-angol nyelv
- 2000–2001 ELTE BTK: felsőfokú kulturális manager szak
- 2004 Miskolci Egyetem-Verlag Dashöfer: európai uniós pályázati szakértő
- 2005 európai uniós regisztrált pályázatíró
- 2004 Central European University-Üzleti Kar: Érdekérvényesítő (Lobby) Program
- 2005 Nemzeti Szakképzési Intézet: közbeszerzési referens
- 2001–2007 Színház- és Filmművészeti Egyetem: Doctor of Liberal Arts mesterképzés (DLA) Téma: A színház és a gazdaság kapcsolata és kölcsönhatása.
- 2012– Prezi tanfolyam
- 2012– Szamos Marcipán – Bonbonkészítő tanfolyam
- 2013– Dinamikus Rajztréning
- 2013– Kürt Akadémia – Net-Works, Agilis Vezető, Smart Phone, Etikus Hacker meet upok
- 2014– IWI-Sport- és Teljesítménytáplálkozás szakértő

## Munkahelyek
- 1983– Állami Népi Együttes – táncművész
- 1983–1985 Budapest Táncegyüttes – táncművész
- 1986–1987 Lído Revüszínház – táncművész
- 1986–1989 József Attila Színház – főiskolai hallgató
- 1989–1993 Debreceni Csokonai Színház – színművész
- 1989–2002 Interoperett Kft. – színművész
- 1993–2013 Madách Színház – színművész
- 1994–1997 Nemzeti Színház – színművész
- 2000–2001 Színház- és Filmművészeti Egyetem – zenés mesterség tanár
- 2001–2006 Debreceni Csokonai Színház – igazgató
- 2006–2008 Echo Televízió-főszerkesztő, műsorvezető
- 2008–2009 LYONESS Hungary Kft. – kampányigazgató
- 2008–2011 LYONESS Hungary Kft. – kommunikációs- és marketingigazgató
- 2011. Rain Nutrition Ltd. – európai régióigazgató
- 2011–2012 – Rain International Kft. – régióigazgató, európai marketingigazgató
- 2012–2013 – Splendor-K Kft. – válságmenedzser (projekt)
- 2013. Terrabon International AG. – válságmenedzser (projekt)
- 2014. EOS Institute – PR-marketing és kommunikációs igazgató (projekt)
- 2013–2018 – Világaim.com-tulajdonos, blogger
- 2014–2015 Inlernet Worldvide AG. – kommunikációs- és marketingvezető
- 2014. Pro-Pre Joghurt-Kommunikációs- és marketing tanácsadó (projekt)
- 2015–2018 - Inlernet Hungary Partners Zrt.-vezérigazgató
- 2016– Vincze Horse Club – kommunikációs tanácsadó
- 2016–2017 Hammer Nutrition Hungary – marketing és kommunikációs vezető (sport- és teljesítménytáplálkozási szakértő)
- 2017–2019 - Vidám Színpad – menedzser igazgató
- 2017. Vestoq Limited – tanácsadó (projekt)
- 2017. AXXA Global – tanácsadó (projekt)
- 2018. – 2019 - AXXA Global– európai kommunikációs- és marketing igazgató
- 2018. – Caminosteve.hu - tulajdonos, utazó blogger, thru hiker
- 2020 . - FreedomXpress Global  - hálózati igazgató

## Előadások és szerepek

### Hazai színházi előadások és szerepek
| József Attila Színház: - Félkegyelmű – Inas - Felejtsétek el Herostratost – szolga - Koldusopera – rendőr - Boccaccio – Tino diák - Me and My Girl – Lord Hareford Ódry Színpad: - Ének az esőben - Leánykérés – Lomov - Vízkereszt, vagy amit akartok – Keszeg Andor - Broadway, Broadway - Chicago – Amos Hart, Mary Sunshine - Hello Dolly – Cornelius Hackl, Rudolf főpincér - Steven Sondheim Koncert - Szökött szerelmesek – Jolicoeur, rendőr Debreceni Csokonai Színház: - Mindhalálig Mizantróp - Inas - A Tábornok – Márkus hadnagy - Tartuffe – Damis - Padlás – Herceg - Godspel - Légy jó mindhalálig – Nagy úr - Lili bárónő – Frédi - Marica grófnő – Zsupán Kálmán - Luxemburg grófja – Armand Brissard - Charley nénje – Jack Topplebee - Szerelem, oh! – Henry - Doktor Úr – Bertalan - Chicago – Amos Hart - Amphitryon – Amphytrion - Montmartrei ibolya – Florimond - Peter Pan – Hook Kapitány - Mesék az operettről - Swingin’ in the Rain (önálló est) - Víg, bölcs, de nőtlen (önálló est) - József és a színes szélesvásznú álomkabát - Fáraó | Madách Színház: - Macskák – Quaxo, Micsel Rumli - József és a színes szélesvásznú álomkabát – Lévi - Jövőre veled újra – George 1. - Vörös Malom – ördög - Isten Pénze – Temetkezési vállalkozó - Becsületbeli ügy – Harold W. Dawson tizedes, Louden, Downey közlegény - Nehéz Barbara – Tizedes - Hegedűs a háztetőn – Mendel - Baby Jane – rendőr - Will Shakespeare - Az operett története - Csíksomlyói Passió – Luciper, Főeunuch, Centurio - Swingin’ in the Rain (önálló est) - Víg, bölcs, de nőtlen (önálló est) Nemzeti Színház: - My Fair Lady – Freddy Interoperett: - Operettkoncert sorozat 1996–2001 - Újévi Koncertek 1991–2002 |

### Külföldi fellépések
| Ausztria: - Klingendes Österreich (koncertsorozat) - Godspel Németország: - Godspel - Operettkoncertek - Gottes geld Svájc: - Gottes geld Izrael: - Nemzetközi Operettkoncert sorozatok - Budapester Klezmer Band koncertek Franciaország: - Párizs: Bobino Színház, Táncelőadások Egyiptom: - Kairó: Operaház, Operettkoncertek a Kairói Szimfonikusokkal és a Honvéd Táncszínházzal | Hollandia: - Amszterdam: Caree Színház, Operettkoncert sorozat a Honvéd Táncszínházzal Olaszország: - Cats – Rum-Tug Tugger - Operettkoncert sorozat - Isten pénze Oroszország: - Operettkoncert sorozat USA: - Rajkó Együttes Turné (operett) Macedónia: - Karácsonyi operett koncertturné a Macedón Filharmonikusokkal Románia: - Doktor úr – Bertalan - Mesék az operettről |

### Televíziós felvételek
| - Wunschkonzert ARD - Hans-Joachim-Kulenkampff Show ZDF - Internationale Quiz Show BFS - SOS Kinderdorf Konzert ORF, ZDF - Újévi koncertek 1991-2001 ZDF, ARD, ORF, Schweiz - Ábrahám Pál emlékműsor - Viktória und ihr Husar ZDF, ORF - Operett királyok ZDF, ORF, Schweiz - Zenés Húsvét - Bajor Gizi emlékműsor - Anyák Napja show - Broadway, Broadway - Top Show: 2 rész - 20 a csúcson - Éjszaka: 3 rész - Tánc Világnapja, Gála /1996, 1998, 2003, 2004/ - Ida néni emlékműsor - Hogy volt (Természetfilmesek) - Önök kérték | - Boldog Újévet Show - 1988. 1989. 2003 - Oscar díjas filmdalok - Március 15. emlékműsor - Erdélyi Mihály emlékműsor - Valentin napi show - Kulcs: 3 rész - Vigadó show - Színházról, színházra - Fehér Karácsony - Önök kérték - Három kívánság - Aranyág - Sláger Tv-6 rész - Örökös tagság – Psota Irén - Lesz még nekünk szebb életünk - Ásó, kapa, nagyharang – RTL Klub - Muzsikál a mozi - Névshowr - Szenes Iván emlékműsor |

### Filmfelvételek
- Tegnapelőtt
- A varázsló álma
- Csehov: Vipera
- Kávéház, 1848
- Kisváros
- Zimmer Feri
- Tegnapelőtt
- Orpheus és Euridike
- Szerelmem Sophie (francia film)
- Családi Titkok – TV2

### Rendezések
Debreceni Csokonai Színház:
- Peter Pan
- Swingin’ in the Rain
- Operett Gála
- 50 éves Jubileumi Opera Gála
- Mesék az operettről
- Duke Ellington’s Sacred Concert
- József és a színes szélesvásznú álomkabát
- Tánc Világnapja - Gála 2003, 2004, 2005
- Nótaszínház
- Kékszakállú herceg vára

Csíki Játékszín:
- Mesék az operettről

### Koreográfiák
| TV - Erdélyi Mihály műsor: Lesz még nekünk szebb életünk - Örökös tagság: Psota Irén - Top Show - Interoperett Újévi Koncertek - Névshowr - Színházról, színházra Vidám Színpad - A Bécsi gyors Madách Színház - Swingin’ in the Rain - Víg, bölcs, de nőtlen - Budapester Klezmer Band koncert - Az operett története | Debreceni Csokonai Színház - Cigányszerelem - Peter Pan - Operett Gála - Opera Gála - Mesék az operettről - Swingin’ in the Rain - Víg, bölcs, de nőtlen Csíki Játékszín - Mesék az operettről |

### Lemezek
- Bibliai mesék I. II.
- Három malac farkast győz
- Me and My Girl
- Vörös Malom
- Isten pénze
- Metál Lady

## Díjak
- 1980. Szóló Táncverseny, I. díj
- 1985. Disco és Show-tánc Világbajnokság, VII. hely
- 1990. Nívó-díj
- 2003. Év embere a kultúra területén
- 2004. Chambre Professionelle Des Directeurs D’Opera – Chambre’s Member
- 2004. Pro Liberis Hungaricis Extra Hungariam Viventibus díj
- 2005. Komiszár János díj
- 2005. Erste Bank különdíj
- 2005. Év embere a kultúra területén
- 2005. Díszoklevél a gyermekvédelmi gondoskodásban élő gyermekek több éves önzetlen segítéséért
- 2005. Magyar Köztársasági Arany Érdemkereszt
- 2005. Örökös Diák (Illyés Gyula Gimnázium)